# Saint-Martin-Osmonville
Pour les articles homonymes, voir Saint-Martin.
Saint-Martin-Osmonville est une commune française, située dans le département de la Seine-Maritime en Normandie.

## Géographie

### Communes limitrophes
| Saint-Saëns   |                         | Bosc-Mesnil |
| Bosc-Bérenger | Saint-Martin-Osmonville | Neufbosc    |
| Critot        | Rocquemont              | Montérolier |

### Hydrographie
La commune est située dans le bassin Seine-Normandie. Elle est drainée par la Varenne,.
La Varenne, d'une longueur de 39 km, prend sa source dans la commune  et se jette  dans l'Arques à Arques-la-Bataille, après avoir traversé 13 communes. 

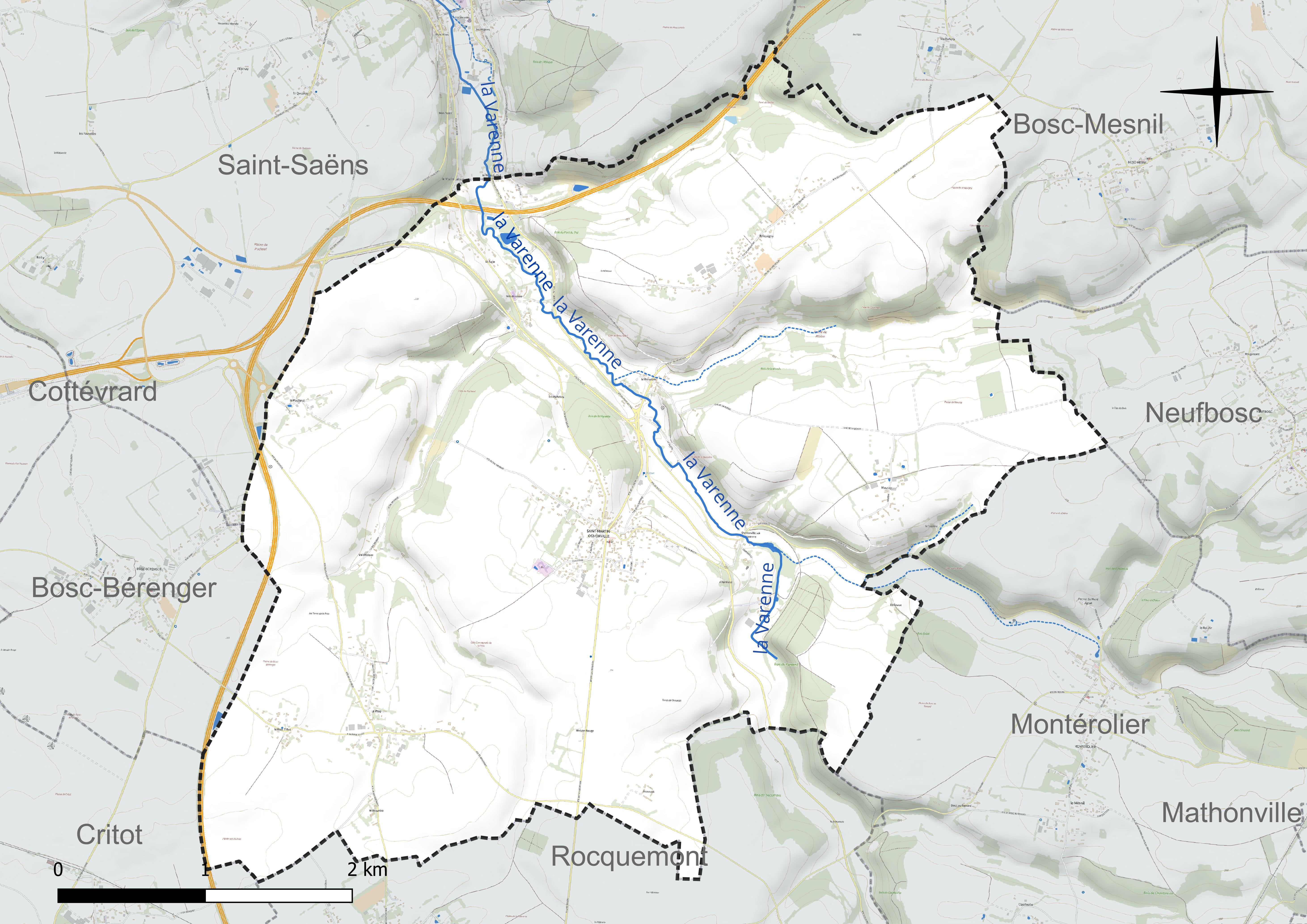
Réseau hydrographique de Saint-Martin-Osmonville.

### Climat
Pour des articles plus généraux, voir Climat de la Normandie et Climat de la Seine-Maritime.
En 2010, le climat de la commune est de type climat océanique dégradé des plaines du Centre et du Nord, selon une étude du CNRS s'appuyant sur une série de données couvrant la période 1971-2000. En 2020, Météo-France publie une typologie des climats de la France métropolitaine dans laquelle la commune est exposée à un climat océanique et est dans la région climatique  Côtes de la Manche orientale, caractérisée par un faible ensoleillement (1 550 h/an) ; forte humidité de l’air (plus de 20 h/jour avec humidité relative > 80 % en hiver), vents forts fréquents. Parallèlement le GIEC normand, un groupe régional d’experts sur le climat, différencie quant à lui, dans une étude de 2020, trois grands types de climats pour la région Normandie, nuancés à une échelle plus fine par les facteurs géographiques locaux. La commune est, selon ce zonage, exposée à un « climat maritime », correspondant au Pays de Caux, frais, humide et pluvieux, légèrement plus frais que dans le Cotentin.
Pour la période 1971-2000, la température annuelle moyenne est de 10,2 °C, avec une amplitude thermique annuelle de 13,9 °C. Le cumul annuel moyen de précipitations est de 839 mm, avec 12,8 jours de précipitations en janvier et 8,6 jours en juillet. Pour la période 1991-2020, la température moyenne annuelle observée sur la station météorologique la plus proche, située sur la commune de Bouelles à 16 km à vol d'oiseau, est de 10,7 °C et le cumul annuel moyen de précipitations est de 838,4 mm,. Pour l'avenir, les paramètres climatiques de la commune estimés pour 2050 selon différents scénarios d’émission de gaz à effet de serre sont consultables sur un site dédié publié par Météo-France en novembre 2022.

## Urbanisme

### Typologie
Au 1er janvier 2024, Saint-Martin-Osmonville est catégorisée commune rurale à habitat dispersé, selon la nouvelle grille communale de densité à sept niveaux définie par l'Insee en 2022.
Elle appartient à l'unité urbaine de Saint-Saëns, une agglomération intra-départementale regroupant trois  communes, dont elle est une commune de la banlieue,,. Par ailleurs la commune fait partie de l'aire d'attraction de Rouen, dont elle est une commune de la couronne,. Cette aire, qui regroupe 317 communes, est catégorisée dans les aires de 200 000 à moins de 700 000 habitants,.

### Occupation des sols
L'occupation des sols de la commune, telle qu'elle ressort de la base de données européenne d’occupation biophysique des sols Corine Land Cover (CLC), est marquée par l'importance des territoires agricoles (91,7 % en 2018), une proportion sensiblement équivalente à celle de 1990 (92,5 %). La répartition détaillée en 2018 est la suivante : 
terres arables (55 %), prairies (30,3 %), zones agricoles hétérogènes (6,3 %), forêts (6,2 %), zones urbanisées (2,1 %). L'évolution de l’occupation des sols de la commune et de ses infrastructures peut être observée sur les différentes représentations cartographiques du territoire : la carte de Cassini (XVIIIe siècle), la carte d'état-major (1820-1866) et les cartes ou photos aériennes de l'IGN pour la période actuelle (1950 à aujourd'hui).

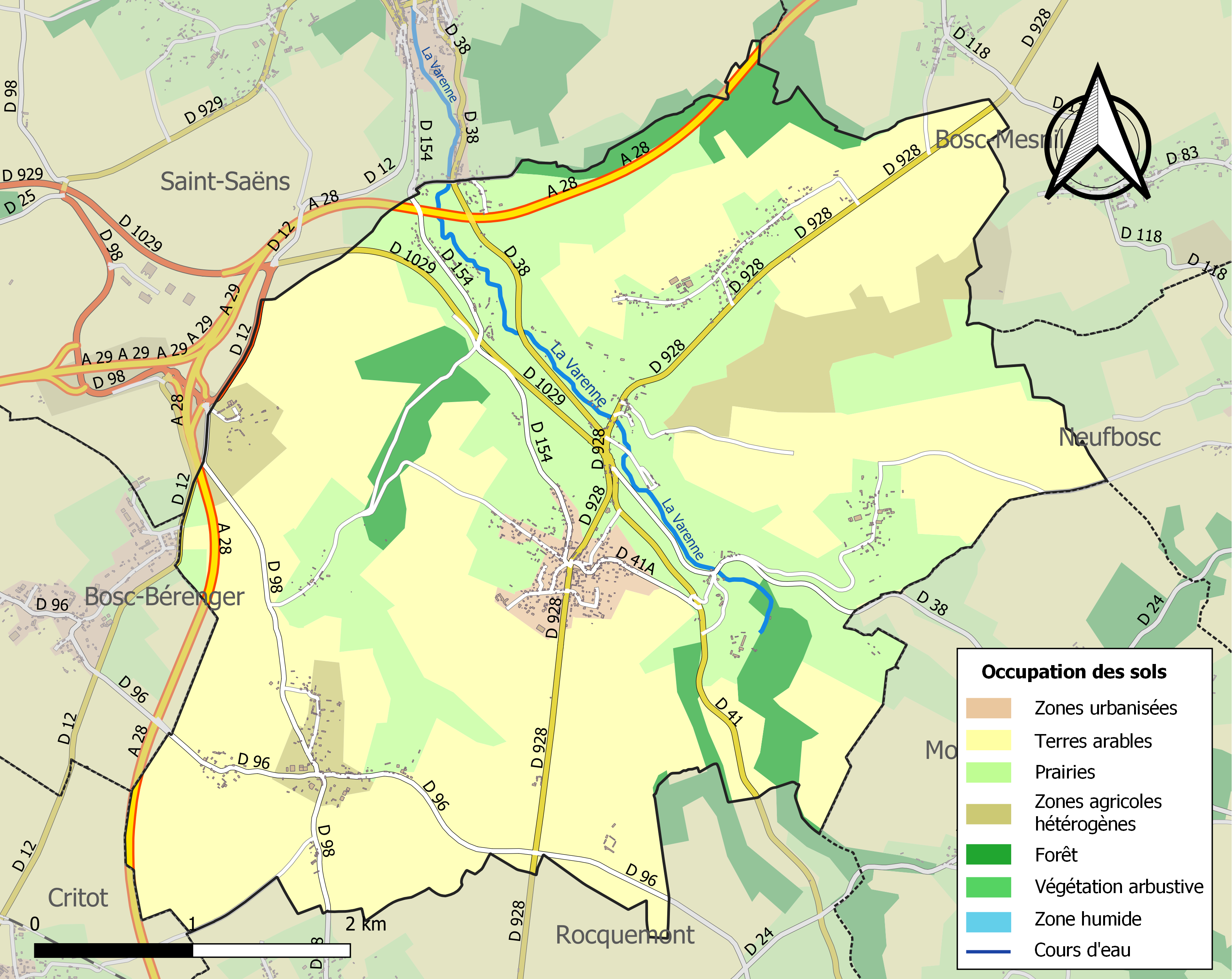
Carte des infrastructures et de l'occupation des sols de la commune en 2018 (CLC).

## Toponymie
Commune formée par la réunion des communes de Saint-Martin-le-Blanc et d'Osmonville par ordonnance royale du 8 janvier 1823.
Saint-Martin : attesté sous les formes Apud Sanctum Martinum album en 1153, Ecclesie Sancti Martini le Blanc en 1201, Saint Martin le Blanc en 1319.
Osmonville : attestée sous les formes Apud Osmundi villam super Warennam en 1137 et 1175, Osmundville en 1195, Omondivilla en 1337, Omonville en 1431, Osmonville en 1319.
Le nom de la localité est attesté sous les formes Saint-Martin-Osmonville en 1875, Saint-Martin-Omonville en 1953, Saint-Martin-Osmonville en 1956.
L'hagiotoponyme de Saint-Martin désigne Martin de Tours (mort en 397).

## Histoire

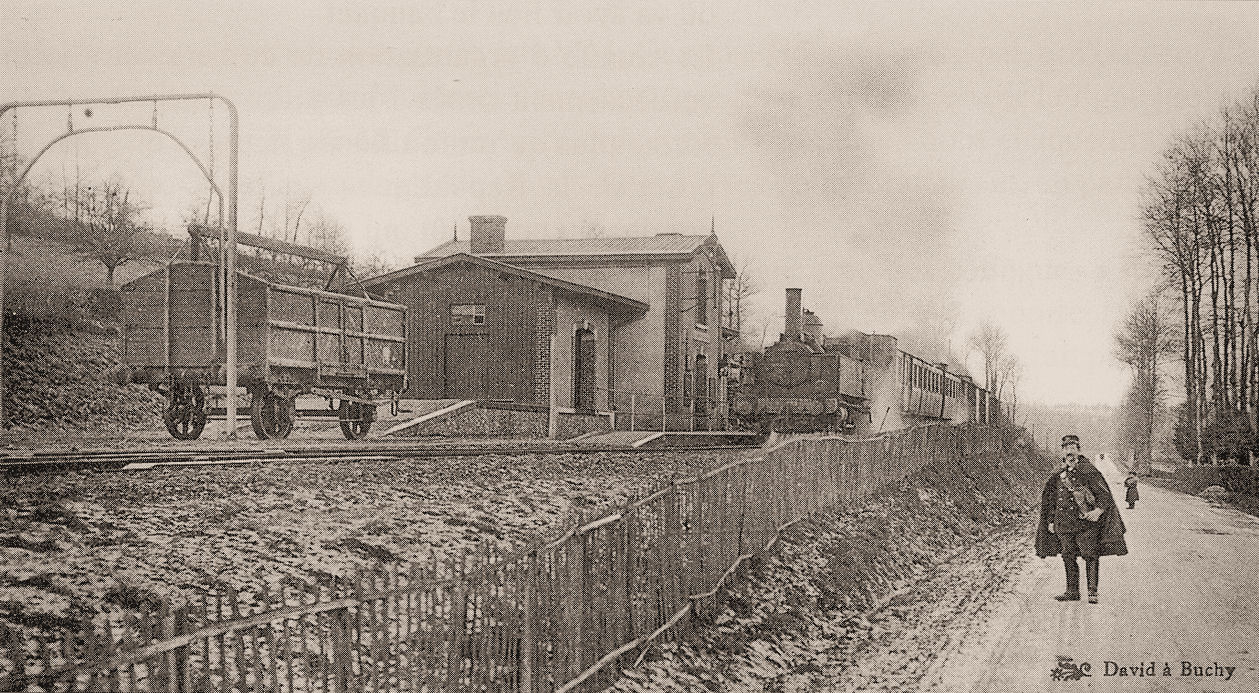
La gare de Saint-Martin-Osmonville, sur la ligne Montérolier-Buchy - Saint-Saëns au début du XXe siècle.

Saint-Martin-Osmonville est issue de la fusion de La Prée, Osmonville et Saint-Martin-le-Blanc en 1823.

## Politique et administration
| Période                                  | Période                    | Identité          | Étiquette              | Qualité |
| ---------------------------------------- | -------------------------- | ----------------- | ---------------------- | --- |
| Les données manquantes sont à compléter. |                            |                   |                        | |
| 1895                                     |                            | Lefort            |                        | |
| 1900                                     | 1929                       | Georges Bouctot   | Républicains de gauche | avocat Député de la Seine-Inférieure (1898 → 1919 et 1928 → 1929) Sénateur de la Seine-Inférieure (1920 → 1927) conseiller général de Saint-Saëns (1895 → 1929) Décédé le 27 février 1929 |
| 1933                                     | 1937                       | Léon David        |                        | |
|                                          |                            | Henri Paumelle    |                        | |
| Les données manquantes sont à compléter. |                            |                   |                        | |
| mars 2001                                | mars 2008                  | Bruno Desbuissons |                        | |
| mars 2008                                | En cours (au 18 juin 2020) | Carole Haimonet   |                        | Réélue pour le mandat 2020-2026, |

## Démographie
L'évolution du nombre d'habitants est connue à travers les recensements de la population effectués dans la commune depuis 1793. Pour les communes de moins de 10 000 habitants, une enquête de recensement portant sur toute la population est réalisée tous les cinq ans, les populations de référence des années intermédiaires étant quant à elles estimées par interpolation ou extrapolation. Pour la commune, le premier recensement exhaustif entrant dans le cadre du nouveau dispositif a été réalisé en 2004.

En 2022, la commune comptait 1 171 habitants, en évolution de +0,69 % par rapport à 2016 (Seine-Maritime : +0,35 %, France hors Mayotte : +2,11 %).
| 1793 | 1800 | 1806 | 1821 | 1831  | 1836  | 1841  | 1846  | 1851  |
| ---- | ---- | ---- | ---- | ----- | ----- | ----- | ----- | ----- |
| 520  | 581  | 635  | 569  | 1 069 | 1 112 | 1 106 | 1 035 | 1 095 |

| 1856  | 1861  | 1866 | 1872 | 1876 | 1881 | 1886 | 1891 | 1896 |
| ----- | ----- | ---- | ---- | ---- | ---- | ---- | ---- | ---- |
| 1 036 | 1 012 | 977  | 940  | 969  | 952  | 935  | 908  | 870  |

| 1901 | 1906 | 1911 | 1921 | 1926 | 1931 | 1936 | 1946 | 1954 |
| ---- | ---- | ---- | ---- | ---- | ---- | ---- | ---- | ---- |
| 784  | 696  | 697  | 598  | 603  | 664  | 707  | 691  | 728  |

| 1962 | 1968 | 1975 | 1982 | 1990 | 1999 | 2004  | 2006  | 2009  |
| ---- | ---- | ---- | ---- | ---- | ---- | ----- | ----- | ----- |
| 688  | 708  | 737  | 756  | 775  | 824  | 1 015 | 1 061 | 1 133 |

| 2014  | 2019  | 2022  | - | - | - | - | - | - |
| ----- | ----- | ----- | - | - | - | - | - | - |
| 1 160 | 1 186 | 1 171 | - | - | - | - | - | - |

## Culture locale et patrimoine

### Lieux et monuments
- Stade Tony-Broquet, où réside l'Union Sportive de Saint-Martin-Osmonville.
- Église Saint-Martin (Saint-Martin-le-Blanc).

### Personnalités liées à la commune
- Henri Paumelle, agent d'assurance, résistant, Croix de guerre 1939-1945,  conseiller municipal, conseiller général de Saint-Saëns (1931 → 1940 et 1945 → 1958), sénateur de la Seine-Maritime (1946 → 1965), chevalier de la Légion d'honneur[26].

### Film tourné à Saint-Martin-Osmonville
- Un cœur simple de Marion Laine.

## Pour approfondir